# Antonio Maceo
José Antonio de la Caridad Maceo y Grajales (14 de junho de 1845 – 7 de dezembro de 1896), conhecido simplesmente como Antonio Maceo, foi um militar cubano, segundo em comando do Exército Libertador de Cuba durante a Guerra da Independência.
Seus compatriotas lhe deram o apelido "Titã de Bronze" (El titán de bronce), que era uma referência ao seu tom de pele, sua estatura e seu status. Os espanhóis lhe chamavam de "Leão Maior" (El león mayor). Maceo foi um dos líderes guerrilheiros mais notáveis da América Latina do século XIX, comparável com o venezuelano José Antonio Páez na perspicácia militar.

## Primeiros anos
Seu pai Marcos Maceo era um mulato venezuelano, fazendeiro e comerciante de produtos agrícolas e sua mãe, Mariana Grajales, uma mulata filha de pais dominicanos. Por ironia do destino, quando jovem seu pai havia lutado ao lado dos espanhóis contra as forças libertadoras de Simón Bolívar e José Antonio Páez. Em 1823, ele se mudou de Caracas para Santiago de Cuba após ser exilado da América do Sul; consegui isso devido a corrupção que imperava na ilha — característica da monarquia espanhola na época — já que a Real Cédula de 1817 proibia a entrada de imigrantes não-brancos em Cuba.
José Antonio de la Caridad Maceo y Grajales nasceu no dia 14 de junho de 1845 em San Luis, na província do Oriente, nos arredores de Santiago de Cuba, em uma fazenda conhecida pelos moradores locais como Jobabo. Embora seu pai tenha lhe ensinado a manusear armas de fogo e gerir suas pequenas propriedades, foi sua mãe quem lhe incutiu o senso de ordem. Essa disciplina materna seria importante no desenvolvimento do caráter de Maceo e seria refletida mais tarde em seus atos como líder militar.
Mariana Grajales, diante do altar da família, ordenou a seu marido e a seus seis filhos que lutassem pela independência de Cuba ou morressem tentando, lançando-se ela mesma na "selva redentora" para apoiar de trás as ações dos mambises (como eram conhecidos os independentistas cubanos). Quase todos os seus filhos, além de seu marido, cairiam na luta pela independência de Cuba; Marco caiu em combate quando participou do ataque ao forte espanhol de San Agustín de Aguarás, a 34 quilômetros de Las Tunas, sendo comandado por seu filho, o tenente coronel Antonio Maceo Grajales, primogênito de seu segundo casamento. Contam que ao morrer seu pai exclamou: "Cumpri meu dever com Mariana."
Aos dezesseis anos, Maceo foi trabalhar para seu pai, entregando produtos e suprimentos por mula. Ele foi um empresário e agricultor bem sucedido. Como o mais velho do filho, herdou as qualidades de liderança de seu pai e mais tarde se tornaria um general condecorado. Maceo desenvolveu um interesse ativo nas questões políticas de seu tempo e foi iniciado nos mistérios da Maçonaria. O Movimento da Maçonaria Cubana foi influenciado pelos princípios da Revolução Francesa — "Liberdade, Igualdade e Fraternidade" — bem como pelas principais diretrizes dos maçons: Deus, Razão e Virtude.

## Guerra dos Dez Anos

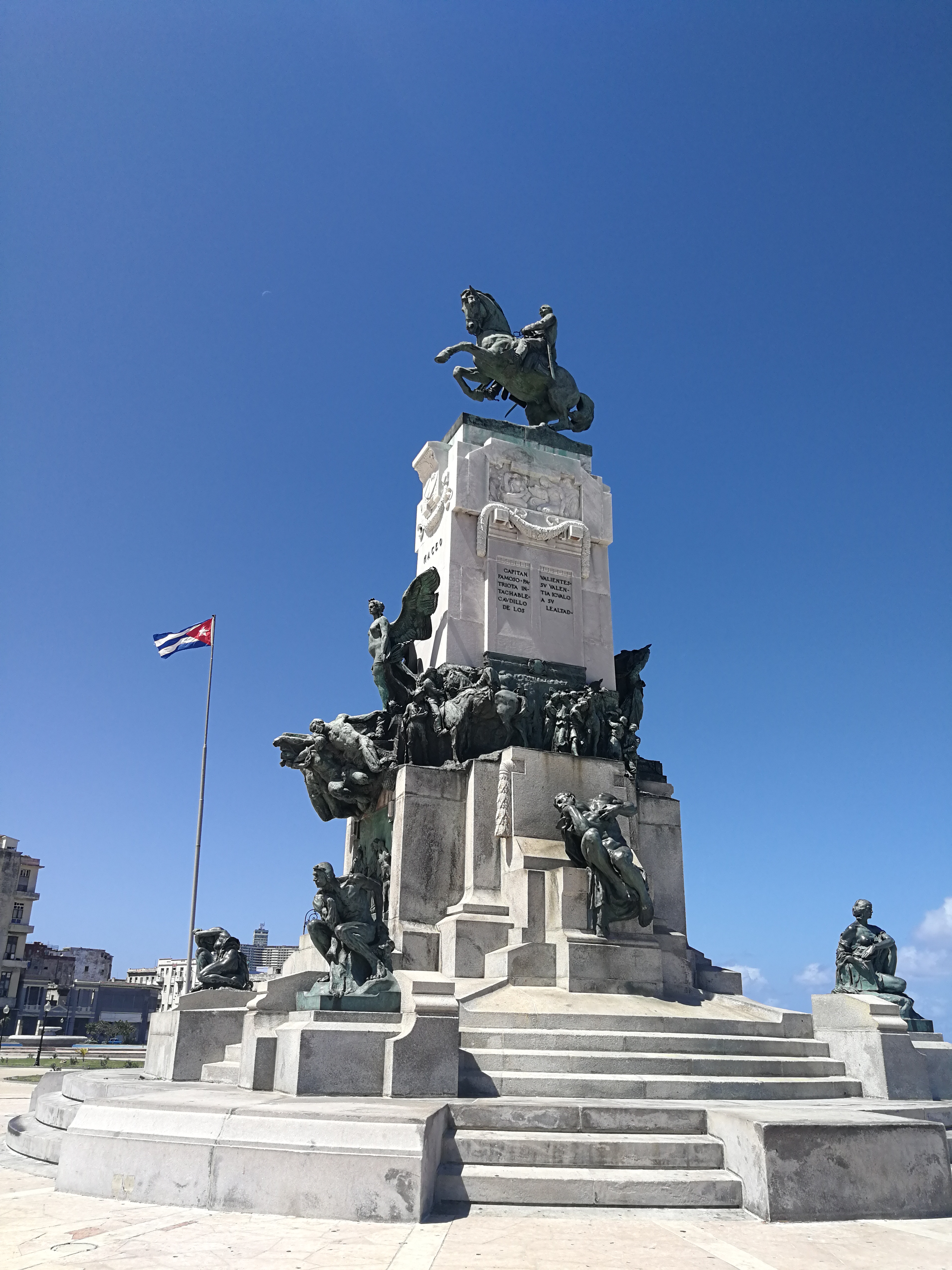
Monumento com estátua equestre de Antonio Maceo y Grajales na Avenida Malecón, em Havana, a capital da República de Cuba.

Aproximadamente duas semanas após a revolta de 10 de outubro de 1868 liderada por Carlos Manuel de Céspedes contra a Espanha conhecida como o "Grito de Yara", Maceo, junto com seu pai e irmãos entrou para a guerra. Os Maceos se alistaram como soldados quando a Guerra dos Dez Anos (1868-1878) começou. Dentro de cinco meses, Antonio Maceo foi promovido a comandante (ou major) e, em questão de semanas depois, foi novamente promovido a tenente-coronel.
Mais tarde, uma promoção para o coronel se seguiu, e cinco anos depois ele foi promovido ao posto de general de brigada por causa de sua bravura e capacidade de superar o exército espanhol. Maceo participou de mais de 500 batalhas. No entanto, a origem humilde de Maceo e a cor de sua pele atrasaram sua ascensão ao posto de major-general, devido principalmente às tendências racistas e classistas de vários outros patriotas de origem aristocrata ou burguesa. Os homens sob o comando de Maceo começaram a nomeá-lo "Titã de Bronze" devido à sua excepcional força física e resistência a ferimentos de bala ou lâmina. Ele se recuperou de mais de 25 ferimentos de guerra ao longo de cerca de 500 batalhas militares e nenhum dos ferimentos diminuiu sua disposição de liderar suas tropas em combate.
Ele teve especial reconhecimento e admiração, como chefe e professor de guerra, do grande estrategista dominicano Máximo Gómez, que se tornaria, nos anos vindouros, o general-em-comando do Exército Libertador Cubano. O uso do facão como arma de guerra por Gómez como substituto da espada espanhola (também devido à escassez de armas de fogo e munição) foi rapidamente adotado por Maceo e suas tropas.
Antonio Maceo rejeitou as sedições militares de Lagunas de Varona e Santa Rita, que minaram a unidade das tropas independentes e favoreceram um regionalismo em Las Villas. Isso contrastava com o estilo de liderança exibido por Vicente García González, que evitava o heroísmo da linha de frente em favor do planejamento de trás para frente e que também defendia uma abordagem regional à secessão. O divisionismo e os projetos imprecisos de García foram claramente rejeitados por Maceo quando o primeiro pediu apoio para constituir um “Novo Governo Revolucionário”.
Divisões, regionalismo e indisciplina foram as principais razões para o declínio da Revolução, da qual o general espanhol Arsenio Martínez-Campos Antón, então já nomeado Capitão General de Cuba, se aproveitou consideravelmente. Um oficial de honra, ele ofereceu garantias de paz, anistia para homens revolucionários e reformas legais, em troca de um cessar das hostilidades, que já duravam 10 anos (em 1878). Ao mesmo tempo, o governo espanhol continuou a concentração de mais forças para cercar as forças rebeldes cubanas em declínio.
Antonio Maceo foi um dos oficiais que se opuseram à assinatura do Pacto de Zanjón, que pôs fim à Guerra dos Dez Anos. Ele e outros mambises reuniram-se com o general Martínez-Campos em 15 de março de 1878 para discutir os termos da paz, mas Maceo argumentou que nenhuma paz poderia ser alcançada se nenhum dos objetivos da guerra tivesse sido cumprido; os principais objetivos eram a abolição da escravidão e a independência de Cuba. O único benefício imediato foi anistia para os envolvidos no conflito e liberdade para os soldados negros que lutaram no "Exército Libertador". Maceo não reconheceu o tratado como válido e não aderiu à proposta de anistia. Este encontro, conhecido como o Protesto de Baraguá, começou quando um mensageiro foi enviado a Maceo de outro oficial de alta patente cubano, que propôs uma emboscada contra o general espanhol. Maceo rejeitou o plano, informando o pretenso conspirador por meio de carta: "Eu não quero a vitória se for acompanhada de desonra".
Depois de respeitar o tempo de trégua para a entrevista (alguns dias), Maceo retomou as hostilidades. Para salvar sua vida, o governo da República de Cuba lhe deu a tarefa de reunir dinheiro, armas e homens para uma expedição do exterior. Os movimentos de Maceo foram inúteis, no entanto, devido ao desânimo dos simpatizantes exilados que estavam descontentes com o pacto de Zanjón.
Mais tarde, em 1879, Maceo e o major-general Calixto García Íñiguez planejaram de Nova York uma nova invasão a Cuba, o que deu início à Guerra Chiquita, de curta duração. Maceo não lutou pessoalmente nessas batalhas, pois havia enviado Calixto García como comandante supremo. Isso evitou exacerbar os preconceitos raciais de outros oficiais cubanos inflamados pela propaganda espanhola. Os espanhóis tentaram criar a impressão de que Maceo estava tentando iniciar uma guerra racial contra os cubanos brancos, apesar de seus esforços de propaganda terem causado pouco dano à reputação de Maceo.

## A trégua frutífera
Após uma curta estadia no Haiti, onde foi perseguido e enfrentou tentativas de assassinato pelos consulados espanhóis, e também na Jamaica, Maceo acabou se instalando na província de Guanacaste, na Costa Rica. O presidente da Costa Rica designou Maceo a uma unidade militar e forneceu-lhe uma pequena fazenda para viver. Maceo foi contatado por José Martí e instado a iniciar a Guerra de 1895, chamada por Martí de "guerra necessária".
Maceo, com a experiência e a sabedoria adquiridas em fracassos revolucionários anteriores, argumentou que havia uma série de impedimentos ao sucesso militar em uma breve e intensa conversa com Martí, alertando sobre as causas da derrota parcial na Guerra dos Dez Anos (1868–78). Martí respondeu com sua fórmula de “exército livre; mas o país, como um país com toda a sua dignidade representada” e convenceu Maceo das altas probabilidades de sucesso se a guerra fosse preparada com cuidado. Como pré-condição, Maceo exigiu que o comando mais alto estivesse nas mãos de Gómez, o que foi aprovado sem reservas pelo Presidente do Partido Revolucionário Cubano (Martí). Na Costa Rica, ele enfrentou, arma na mão, outra tentativa de assassinato por agentes espanhóis na saída de um teatro, com resultado fatal para um dos agressores.

## Guerra de Independência Cubana

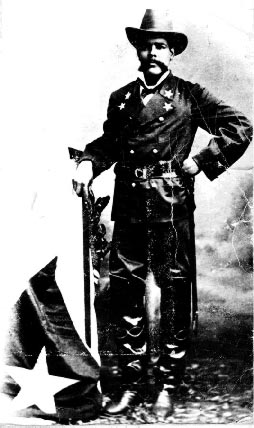
Maceo em uniforme

Em 1895, junto com Flor Crombet e outros oficiais inferiores, Maceo desembarcou nas proximidades de Baracoa (perto da ponta oriental de Cuba) e após repelir uma tentativa espanhola de capturá-lo ou matá-lo, ele entrou nas montanhas daquela região. Após muitas dificuldades, conseguiu reunir um pequeno contingente de homens armados, que rapidamente cresceu com outros grupos rebeldes da região de Santiago de Cuba. Na fazenda "La Mejorana", Maceo teve um encontro histórico, porém infeliz, com Gómez e Martí; por causa das divergências entre ele e Martí sobre a questão da relação entre os movimentos militares e o governo civil, cuja constituição Maceo era contra, mas Martí, conhecendo os dois lados do problema, defendeu sua fórmula. Vários dias depois, Martí, tratado como "Doutor" não-militar por Maceo, cairia em batalha em Dos Ríos (confluência entre os rios Contramaestre e Cauto).
Depois que Gómez foi designado General em Comando do Exército Libertador de Cuba, Maceo foi nomeado Tenente General (segundo em comando após o General em Comando). Começando de Mangos de Baraguá (lugar do protesto histórico em frente a Martínez-Campos), Maceo e Gómez, no comando de duas colunas de mambises, assumiram brilhantemente a tarefa de invadir o Oeste de Cuba, percorrendo mais de 1 600 quilômetros em 96 dias. Após vários meses sangrando as forças espanholas em Havana e Pinar del Río, Maceo chegou em Mantua, no extremo Oeste de Cuba, em outubro de 1896, depois de derrotar por muitas vezes as forças técnica e numericamente superiores dos espanhóis (ocasionalmente cinco vezes maiores do que as forças cubanas).
Usando alternadamente as táticas de guerrilha e guerra aberta, eles esgotaram o Exército Espanhol de mais de duzentos e cinquenta mil soldados e atravessaram toda a ilha, incluindo as trilhas militares, muros e cercas construídas pelo Exército Espanhol com o propósito de detê-los e lidaram com uma esmagadora superioridade técnica e numérica dos espanhóis. O nível de coordenação e coesão das forças cubanas foi impulsionado pelo fato de que Máximo Gómez estabelecera claramente uma cadeia de comando que subordinava todos os majores generais a Maceo, seu oficial executivo.
A invasão do Oeste de Cuba foi anteriormente tentada pelo brigadeiro-general Henry Reeve durante a Guerra dos Dez Anos, mas falhou (e caiu) entre o Leste da província de Matanzas e o Oeste da província de Havana; Reeve cometeu suicídio antes de ser capturado. Na época, Maceo havia colaborado com Reeve sob a direção de Máximo Gómez.
A ânsia pela independência e a crueldade dos oficiais de alta patente espanhóis fizeram com que os habitantes rurais da metade ocidental da ilha apoiassem em homens e logísticas o Exército Libertador. Esta foi a causa da instituição, por Valeriano Weyler, da reconcentração. Centenas de milhares de camponeses foram levados à força para as cidades, principalmente Havana, Pinar del Río e Matanzas, além de várias cidades menores nessas províncias. Nos campos de concentração criados para eles, muito semelhantes aos que mais tarde foram construídos na Europa pelos nazistas, quase um terço da população rural cubana morreu.
Ao contrário das expectativas de Weyler, a cruel reconcentração encorajou muitas pessoas a se juntarem ao Exército Libertador, preferindo morrer em batalha do que morrer de fome. Em 1896, depois de se encontrar com Gómez em Havana (cruzando mais uma vez a trilha de Mariel para Majana pela baía de Mariel), Maceo retornou aos campos de Pinar del Río, onde travou confrontos sangrentos com forças em número maior, lideradas por generais espanhóis famosos por suas vitórias na África e nas Filipinas e equipados com artilharia e as mais modernas armas para a infantaria, incluindo o fuzil bolt-action Mauser. Após dizimar as forças espanholas nas montanhas mais ocidentais de Cuba, Maceo voltou para o Leste, cruzando a trilha mencionada para chegar em Las Villas ou Camagüey. Lá ele planejava encontrar-se com Gómez e traçar o curso ulterior da guerra, e com o Governo de Armas, estabelecer um acordo com as forças em ação em relação a dois assuntos principais: a criação de oficiais de média e alta patente no Exército Libertador, o reconhecimento da beligerância por países estrangeiros e a aceitação de ajuda militar direta. Sua posição era, na época, aquiescente com a aceitação de ajuda econômica e pacotes com armas e munições da Europa ou mesmo dos Estados Unidos, mas se opunha fortemente à aceitação por parte dos cubanos no movimento de independência de uma intervenção militar direta dos EUA em Cuba.

## Morte

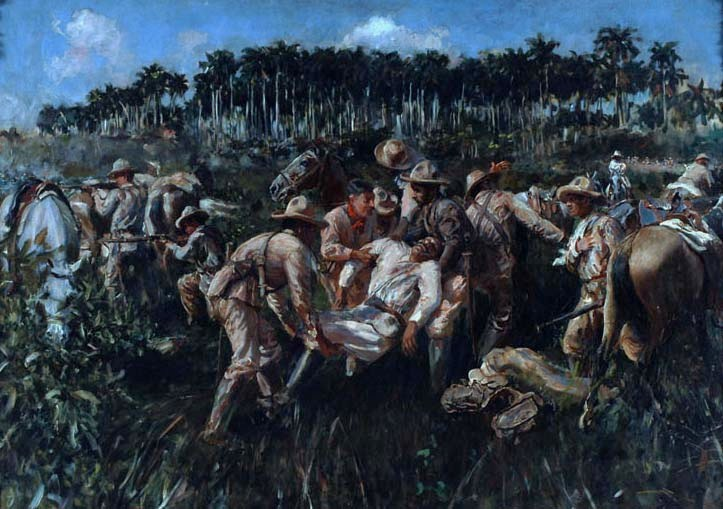
La muerte de Maceo, quadro de Armando Menocal (1863-1942).

Seus planos de se encontrar com Gómez e o governo de armas nunca se concretizaram. No dia 7 de dezembro de 1896, nos arredores de Punta Brava, Maceo estava avançando para a fazenda de San Pedro, acompanhado apenas de sua escolta pessoal (dois ou três homens), o médico do seu quartel-general (que entregou sua localização para o coronel espanhol Francisco Cirugeda), o general de brigada José Miró Argenter e uma pequena tropa de não mais que vinte homens. Quando tentaram cortar uma cerca para facilitar a marcha de cavalos por aquelas terras, foram detectados por uma forte coluna espanhola, que abriu um fogo intenso. Maceo foi atingido por dois tiros, um no peito e outro que quebrou sua mandíbula e penetrou seu crânio. Seus companheiros não puderam carregá-lo por causa da intensidade do tiroteio e do tamanho de Maceo. O único rebelde que ficou com ele foi o tenente Francisco Gómez (conhecido como Panchito), filho de Máximo Gómez, que enfrentou a coluna espanhola com o único propósito de proteger o corpo do seu general. Depois de ser baleado várias vezes, os espanhóis mataram Gómez com golpes de facão, deixando os dois corpos abandonados, sem saber a identidade dos que caíram.
Os cadáveres de Maceo e Panchito foram apanhados nos dias seguintes pelo coronel Aranguren, de Havana, que correu imediatamente para o campo de batalha depois de ouvir sobre o acontecido. Mais tarde, foram enterrados em segredo na fazenda de dois irmãos que juraram manter o local de enterro em segredo até que Cuba se tornasse livre e independente e as honras militares correspondentes pudessem ser dadas ao heróis. Atualmente, os restos mortais de Antonio Maceo y Grajales e Francisco Gómez Toro estão no Monumento El Cacahual, ao Sul de Havana, perto dos limites da antiga fazenda de San Pedro e o local é lugar de peregrinação do povo cubano. Estudiosos dizem que a morte de Maceo foi tão traumática para os patriotas cubanos quanto a morte de Martí.

## Legado

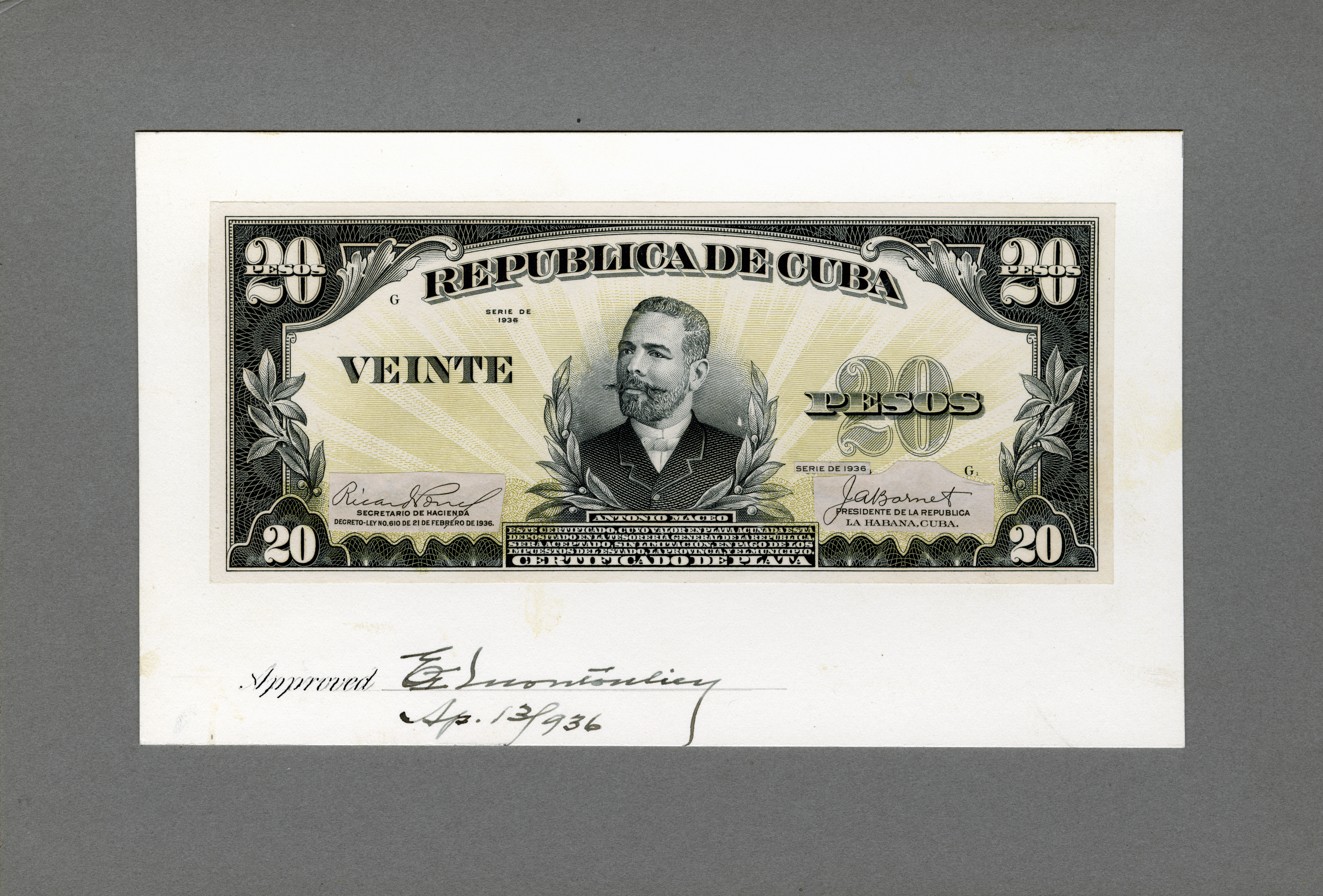
Maceo retratado em uma nota de vinte pesos cubanos (1936).

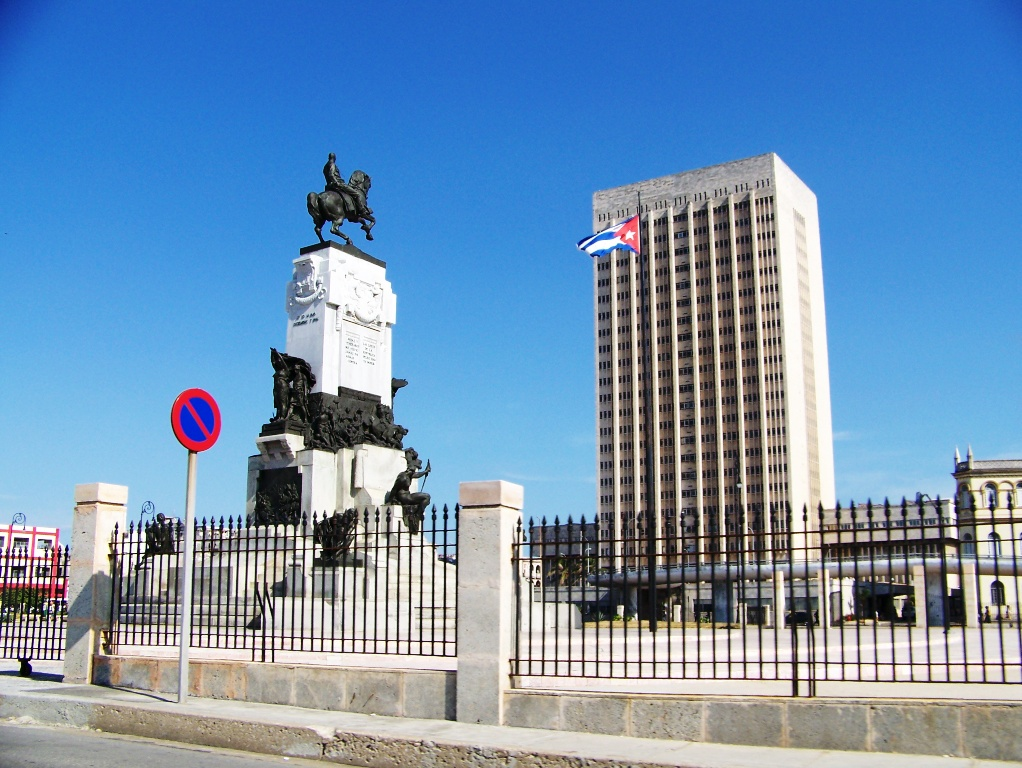
Hospital Clínico Quirúrgico "Hermanos Ameijeiras" em Havana, à esquerda o monumento homenageando Maceo.

Além de seu papel como soldado e estadista no movimento cubano pela independência, Maceo foi um influente estrategista político e planejador militar e José Martí está entre os líderes cubanos que foram inspirados por Maceo. Sendo um membro de maçonaria, em sua correspondência pode-se ler mais de uma vez o seu credo base em "Deus, Razão e Virtude". Ele foi citado como tendo um lema estrito: "Meus deveres para com o meu país e com minhas próprias convicções políticas são acima de tudo esforço humano; com estes eu alcançarei o pedestal da liberdade ou perecerei lutando pela redenção do meu país." (3 de novembro de 1890). Martí, falando sobre ele, disse que "Maceo tem tanta força em sua mente quanto em seu braço".

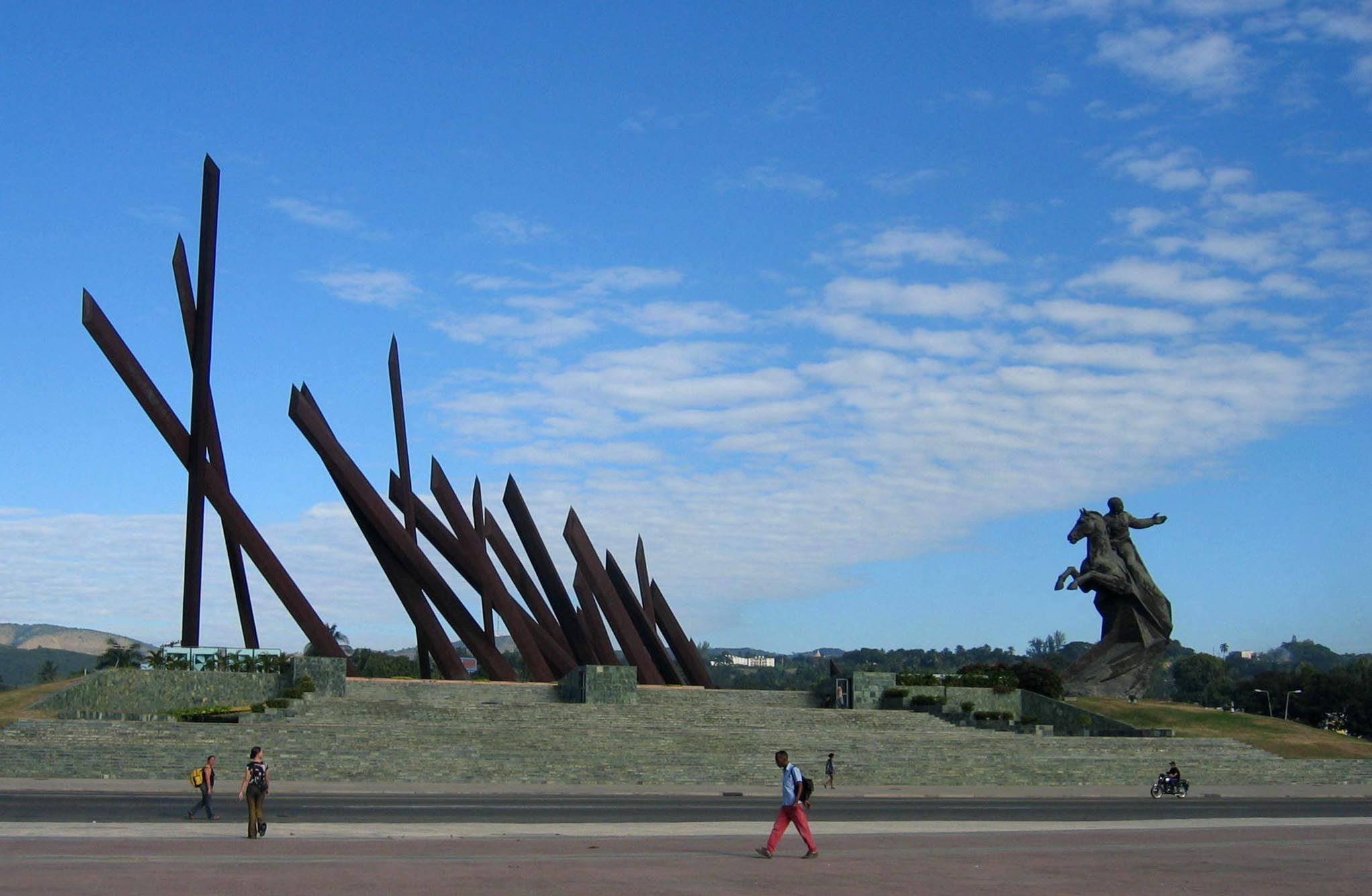
Monumento Antonio Maceo em Santiago de Cuba.

De adesão política democrática, ele expressou muitas vezes sua simpatia pelo modelo republicano de governo, mas insistiu em buscar a fórmula de "liberdade, igualdade e fraternidade", lembrando os princípios bem conhecidos mas quase nunca aplicados da Revolução Francesa e definindo uma política pela busca por justiça social. Estando em uma reunião de jantar em uma visita muito curta a Santiago de Cuba durante a "Trégua Frutífera", foi convidado a fazer um brinde e uma frase foi dita por um jovem para um desejo de anexar Cuba aos Estados Unidos e transformar Cuba em "outra estrela na constelação dos Estados Unidos". Sua resposta foi "Eu acho que essa seria a única ocasião em que eu colocaria a minha espada do mesmo lado que as dos espanhóis." E prevendo o crescimento do expansionismo norte-americano (ele estava absolutamente convencido da inevitável vitória das armas cubanas), ele expressou em uma carta a um amigo: "Aquele (país) que tenta se apoderar de Cuba, juntará o pó de seu chão encharcado de sangue, se não perecer na luta."

### Monumentos
Existem monumentos de Maceo em Santiago de Cuba e em Havana, localizado entre o Malecón e a frente do Hospital Clínico Quirúrgico "Hermanos Ameijeiras" no Centro de Havana.